# Кальвене
Кальвене (італ. Calvene, вен. Calvene) — муніципалітет в Італії, у регіоні Венето, провінція Віченца.
Кальвене розташоване на відстані близько 440 км на північ від Рима, 75 км на північний захід від Венеції, 25 км на північ від Віченци.
Населення — 1317 осіб (2014).
Щорічний фестиваль відбувається 25 березня. Покровитель — Santa Maria dell'Annunciazione.

## Демографія
Населення за роками:

Станом на 1 січня 2023 року в муніципалітеті офіційно проживало 56 іноземців з 16 країн, серед них 14 громадян країн Євросоюзу.

## Сусідні муніципалітети
- Азіаго
- Кальтрано
- Кьюппано
- Луго-ді-Віченца